# Vampire Hunter D
Vampire Hunter D (яп. 吸血鬼ハンターD; укр. «Мисливець на вампірів Ді») — цикл романів, створений японським письменником Кікучі Хідеюкі, з ілюстраціями Амано Йошітаки. Перший роман з серії був опублікований у січні 1983 року японським видавництвом Asahi Sonorama. З жовтня 2007 року романи публікуються видавництвом Asahi Shimbun Publishing.
Станом на квітень 2023 року в основній серії було опубліковано 41 роман, причому деякі з них складаються з чотирьох томів. Вони були продані в кількості понад 17 мільйонів копій по всьому світу, що робить «Мисливця на вампірів Ді» однією з найбільш продаваних книжкових серій в історії. Серія також породила аніме, аудіодраму, мангу, комікс-адаптації, відеогру, а також збірку оповідань, артбуки та додатковий довідник.

Постер фільму Vampire Hunter D

В 1985 році, студією Ashi Productions, був створений повнометражний фільм-екранізація першого тому роману — Vampire Hunter D. Прем'єра фільму англійською мовою відбулася 26 березня 1993 року.
25 серпня 2000 року відбулася прем'єра другого фільму за мотивами серії — Vampire Hunter D: Bloodlust, створеного студією Madhouse. Англійською фільм з'явився 28 вересня 2001 року.

## Світ
Після ядерної війни людство опинилося на межі загибелі, і цим скористалася елегантна, але жорстока раса вампірів.
Вони використали свою обізнаність в науці та в поєднанні з магією, відновили світ за своєю подобою, створивши цивілізацію, де вампіри панували над людьми.
Людська раса була частково трансформована в цей час, страх перед вампірами був вплетений в їхню генетику, як і нездатність запам'ятати вампірські слабкості, такі як часник і розп'яття.
Але золота епоха вампірів впродовж тисячоліть привела до стагнації та завершилася поваленням їхньої тиранії людьми.

## Персонажі
Ді — напівлюдина-напіввампір, який заробляє собі на життя полюванням на вампірів. Хоча найчастіше він б'ється з вампірами не заради грошей, а ради принципу.
Завжди одягнений у все чорне, носить довгий плащ та широкополий капелюх. Як зброю використовує свій особливий, дуже довгий та неймовірно гострий меч, який носить за спиною. Ді шляхом довгих тренувань подавив в собі вампірські схильності, проте, інколи вони все ж дають про себе знати, тому він воліє жити наодинці.
Проживши вже досить багато років на самоті, він став украй неговірким.
На лівій руці у Ді живе паразит, який харчується енергією ворогів. Володіючи магією, паразит часто допомагає Ді в його боротьбі з вампірами.
Сейю:
- Шіодзава Кането (фільм 1985 року)
- Танака Хідеюкі (фільм 2000 року)

## Романи
Починаючи з січня 1983 року, Кікучі написав 41 роман «Мисливець на вампірів», що охоплює 53 томи станом на квітень 2023 року. Всі публікації серії були опубліковані Asahi Sonorama до тих пір, поки філія не вийшла з бізнесу у вересні 2007 року. Випуск D — Throng of Heretics у жовтні 2007 року під лейблом Asahi Bunko — Sonorama Selection ознаменував перехід до нового видавця, Asahi Shimbun Publishing, підрозділу материнської компанії Asahi Sonorama. З грудня 2007 року по січень 2008 року видавництво Asahi Shimbun передрукувало повний каталог Vampire Hunter під лейблом Sonorama Selection.
Англійською романи публікуються видавництвом Dark Horse Press. Станом на 2020 рік було перекладено 24 романи англійською мовою, що охоплюють 29 томів. У 2021 році Dark Horse почав випускати серію в омнібусному форматі. Перший том такого формату, в якому представлені перші три романи, був випущений 27 жовтня 2021 року.
У січні 2011 року Хідеюкі Кікучі опублікував перший спін-офф у всесвіті Мисливця на вампірів, серію приквелів під назвою «Ще один мисливець на вампірів: благородний Грейлансер» (吸血鬼ハンター/アナザー 貴族グレイランサー, Vanpaia Hantā/Anazā: Kizoku Gureiransā), проілюстрований Аямі Коджімою, художником і дизайнером персонажів для серії відеоігор Castlevania. Дії відбувається понад 5000 років до Мисливця на вампірів Ді та зосереджується на розширенні історії шляхти вампірів, слідуючи за подвигами воїна-вампіра Лорда Грейлансера. У 2013 році імпринт Haikasoru Viz Media випустив перший офіційний англійський переклад серії приквелів, перейменований у Noble V: Greylancer, перекладу Такамі Ніда з обкладинкою авторства Вінсента Чонга.

### Список романів

#### Vampire Hunter D
Доріс Ланг, сирота, дочка мисливця на перевертнів, наймає дампіра — мисливця на вампірів Ді, для того, щоб він охороняв її від графа Магнуса Лі. Але вампір, який контролює цю область лише одна з її проблем.
Дочка графа — Ламіка та його помічник Гару бажають побачити Доріс мертвою, аби не допустити її вступу у «сім'ю» вампірів. Греко Роман, син шерифу села Рансільва, також має на Доріс власні плани. Рей-Гінсей, який так само працює на графа та керує загоном живих мерців, також активно заважає Ді виконувати свою роботу.
Цей роман був екранізований у повнометражному фільмі Vampire Hunter D у 1985 році.

#### Raiser of Gales
Довга, важка зима, яка сталася через неполадки з кліматичними установками, ізолювала від решти світу село Цепешей.
Біля села знаходиться дивний пагорб, який у свій час використовувався як фортеця вампірів. Десять років тому четверо дітей зникли під час гри недалеко від цього пагорба, і з'явилися знову лише через місяць.
В 12.090 році (в той же рік, що і в першій книзі), нова біда прийшла в село — в селі з'явились жертви вампірів, що рухаються вдень. Міський голова наймає Ді, щоб він провів своє розслідування та розкрив справу.

## Фільми

### Vampire Hunter D
В 1985 році, студією Ashi Productions, був створений повнометражний фільм-екранізація першого роману — Vampire Hunter D. Прем'єра фільму англійською мовою відбулася 26 березня 1993 року.

#### Сюжет
12090 рік. В результаті Останньої Війни, яка закінчилася 10 тисяч років тому, людство опинилося на краю загибелі. Владу захопили вампіри, які тероризували людство. Через щедру винагороди за їх голови з'явився клас найманців, мисливців на вампірів, які неабияк зменшили їх чисельність. Нечисленні вампіри, сховалися в недоступних притулках, звідки продовжували здійснювати криваві напади на людські оселення.
Доріс Ланг, дочка мисливця на перевертнів, сама стала мисливцем на монстрів. Одного дня під час полювання на неї нападає голова місцевого клану вампірів — граф Магнус Лі. Він випив її крові, але залишив в живих, і Доріс, розуміючи, що граф за нею повернеться, наймає таємничого мисливця на вампірів, відомого як Ді. Вона ще не знає, що Ді — дампір, напівлюдина, напіввампір, чужий як для людей, так і для вампірів.

### Vampire Hunter D: Bloodlust

Постер фільму Vampire Hunter D: Bloodlust

25 серпня 2000 року відбулася прем'єра другого фільму за мотивами серії — Vampire Hunter D: Bloodlust, створеного студією Madhouse. Англійською фільм з'явився 28 вересня 2001 року.

#### Сюжет
XIII тисячоліття нашої ери. Довгий час Землею правили не люди, а вампіри, але їх час добігає кінця.
Разом з вампіром Меєром з будинку втекла дівчина Шарлота. Вони люблять один одного, тому Меєр не хоче пити її кров, а просто бажає бути разом з нею та втекти за край світу заради любові. Родичі Шарлоти прагнуть повернути її і для цього наймають мисливця на вампірів — Ді. Не довіряючи Ді, вони наймають ще групу професійних мисливців «Брати Маркус», яка складається з Боргова, андроїда Нолта, Кайла, істоти незрозумілої природи Грова та дівчини Лейли, яка приєдналася до них після смерті своїх батьків. Між мисливцями зачинається конкурентна гонка.
Меєр прагне найскоріше дістатися до замку графині Кармілли, вампірки, яку не зміг вбити навіть батько Ді — граф Дракула. Річ у тому, що в її замку знаходиться космічний корабель, на якому Меєр та Шарлоті сподіваються відправитися у легендарне місто вампірів — Місто Зірок.
Вбивши прибічників Меєра, мисливці добираються до Замку Безумства. Проте через чари, наслані хазяйкою Замку, практично всі герої гинуть. Ді відпускає Меєра з трупом своєї коханої в Місто Зірок. Родичам дівчини Ді та Лейла повідомлять, що вона померла, і в доказ пред'являть її кільце.

## Манґа

### Hideyuki Kikuchi's Vampire Hunter D
У листопаді 2007 року перший том манга-адаптації Сайко серії Хідейкі Кікучі був опублікований одночасно в США, Японії та Європі. Манґа ліцензована англійською мовою кампанією Digital Manga Publishing. Проект, під наглядом Digital Manga Publishing та Кікучі Хідеюкі, мав на меті адаптувати весь каталог романів у формі манги, однак він завершився після восьмого тому через травму, яка вплинула на здатність ілюстраторки Саіко Такакі продовжувати серію.

### Vampire Hunter D: American Wasteland
У липні 2008 року видавництво Devil's Due Publishing оголосило, що придбало права на публікацію англомовного міні-серії коміксів «Мисливець на вампірів Ді» під назвою «Vampire Hunter D: American Wasteland», який був би написаний Джиммі Пальміотті та намальований Тімом Сілі, однак проект був скасований у 2009 році. Планувалося розповісти оригінальну історію про те, як Ді відправитися в подорож до нової землі, якою все ще керує вампірська шляхта.